# Missão Multidimensional Integrada das Nações Unidas para Estabilização do Mali
A Missão Multidimensional Integrada para Estabilização das Nações Unidas do Mali  (em inglês:  United Nations Multidimensional Integrated Stabilization Mission in Mali, em francês:  Mission multidimensionnelle intégrée des Nations unies pour la stabilisation au Mali, MINUSMA) é uma missão de manutenção da paz das Nações Unidas no Mali. A MINUSMA foi criada em 25 de abril de 2013 pela Resolução 2100 do Conselho de Segurança das Nações Unidas para estabilizar o país após a rebelião dos tuaregues em 2012. Foi lançada oficialmente em 1 de julho.

Mapa perspectivo da distribuição de tropas da MINUSMA por país no território do Mali em dezembro de 2018

Ao lado da MINUSMA, existem outras operações de paz no Mali; estas são: as missões da União Europeia EUCAP Sahel Mali e a EUTM Mali.

## Incidentes
Em 20 de janeiro de 2019, a base da MINUSMA em Aguelhok foi atacada por terroristas islâmicos. O ataque foi repelido, mas 10 soldados, membros das forças de paz chadianas da ONU foram mortos, e outros 25 ficaram feridos. Os atacantes chegaram a bordo de vários veículos armados. Vários dos agressores teriam morrido. A Al-Qaeda no Magrebe Islâmico alegou a responsabilidade pelo ataque, e afirmou que foi um ataque retaliatório à recente visita ao Chade feita pelo primeiro-ministro de Israel, Benjamin Netanyahu, e à subsequente normalização das relações diplomáticas entre os dois países. O secretário-geral da ONU, António Guterres, condenou o ataque, que descreveu como "complexo".